# Lista de lugares de The Chronicles of Narnia
Esta é uma lista dos locais fictícios criados pelo escritor C.S. Lewis para a série de livros As Crônicas de Nárnia, contendo a relação dos livros da série nos quais aparecem.

## Universo de Nárnia
Nárnia é nome do universo onde ocorrem as histórias das Crônicas de Nárnia, e também de um país deste mundo. No universo de Nárnia existem os seguintes países:

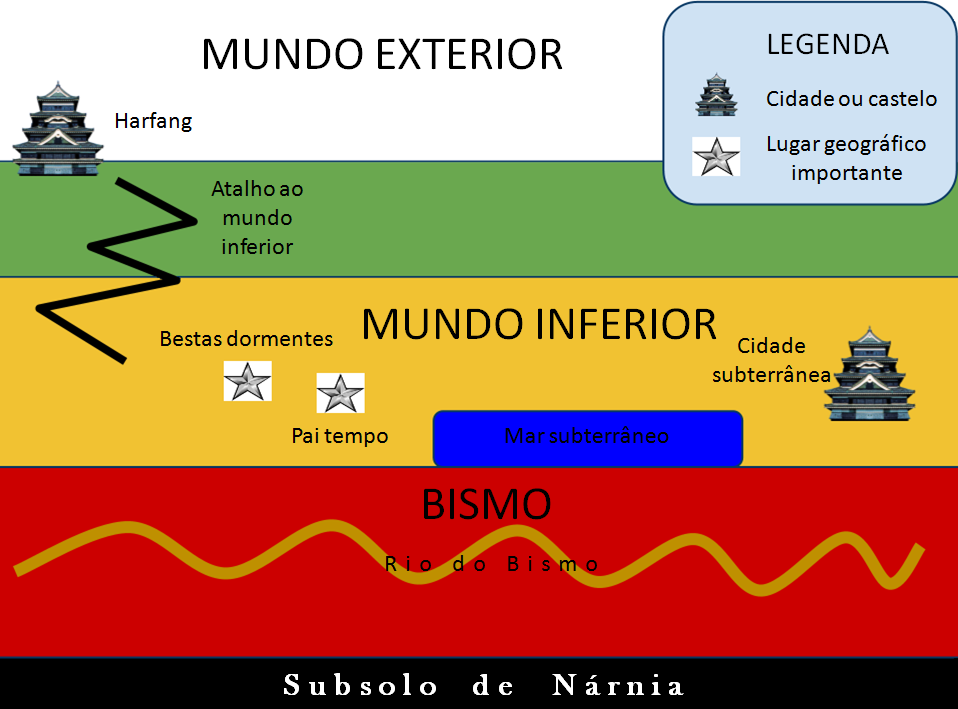
Subsolo narniano, onde mostra-se o Reino Profundo (Mundo Inferior) e o Bismo

- Arquelândia: Terras ao sul de Nárnia habitadas por humanos descendentes dos reis de Nárnia, limitado ao sul pelo Grande Deserto que separa este país da Calormânia. Tem boas relações com Nárnia mas não com a Calormânia. (CM)
- Bismo: Parte mais profunda do mundo subterrâneo, onde correm rios de fogo e do chão brotam árvores de metais preciosos. Habitado por gnomos, estes foram escravizados pela Feiticeira Verde no seu plano de conquistar Nárnia. (CP)
- Calormânia: País ao sul da Arquelândia, com um grande deserto e habitado por humanos que vestem turbantes e carregam cimitarras. Uma sociedade hierárquica e comercialmente ativa. Deseja conquistar os países do norte (Arquelândia e Nárnia), os quais são vistos por eles como improdutivos. (CM)
- Ettin: Terras ao norte de Nárnia habitadas por gigantes. (CP)
- Nárnia: País onde ocorrem a maior parte das aventuras da série. Habitado por humanos, animais falantes e criaturas mitológicas. (SM, LFG, CM, PC, VPA, CP, UB)
- Reino Profundo: Primeira camada do mundo subterrâneo abaixo de Nárnia, onde vivia a Feiticeira Verde. (CP)[1][2][3]
- Telmar: Terra depois do Ermo do Lampião no lado oeste de Nárnia. Local de origem dos conquistadores telmarinos. (PC)

## Locais no país de Nárnia
Estes são locais do próprio país de Nárnia:
- Cavacópolis: Cidade em Nárnia onde o burro Confuso vai comprar laranjas sob ordens do macaco Manhoso. (UB)
- Colina do Estábulo: Local onde ocorre a última batalha, sendo o estábulo a porta para o país de Aslam. (UB)
- Dique dos Castores: Represa feita pelo Sr. Castor. Milhares de anos depois Miraz construiu seu castelo nas proximidades do local. (LFG, PC)
- Ermo do Lampião: Local onde há um lampião sempre aceso que brotou ali. Local onde os irmãos Pevensie entram em Nárnia pela primeira vez. (SM, LFG, UB)
- Gramado da Dança: Gramado onde os habitantes originais de Nárnia celebram com o príncipe Caspian. (PC)
- Lago do Caldeirão: Lago onde Manhoso encontrou a pele de leão que usou para enganar os narnianos. (UB)
- Mesa de Pedra: Local onde Aslam é sacrificado pela Feiticeira Branca no lugar de Edmundo. (LFG)
- Monte Aslam: Local construído ao longo dos anos em volta da Mesa de Pedra. Conjunto de cavernas usadas para os narnianos se esconderem das tropas de Miraz. (PC)
- Passo do Beruna: Local nas margens do Rio Beruna que serviu de acampamento para o exército de Aslam. Anos mais tarde ali seria construída uma cidade. (LFG, PC)

### Castelos
- Cair Paravel: Castelo onde os reis de Nárnia reinam. Depois da conquista pelos telmarinos foi abandonado e deixado em ruínas. Mas os sucessores de Caspian X reconstruíram o castelo. Localiza-se na foz do Grande Rio. (LFG, PC)
- Castelo de Miraz: Castelo onde os reis telmarinos reinam, incluindo Miraz. (PC)
- Castelo da Feiticeira: Castelo de onde a Feiticeira Branca reinou durante o inverno de cem anos. (LFG)

## Ilhas
No lado oriental do país de Nárnia há um grande oceano. Há algumas ilhas neste oceano que fazem parte do país de Nárnia, e outras que foram descobertas pelo rei Caspian X em A Viagem do Peregrino da Alvorada.
- Avra: Menor das Ilhas Solitárias, residência do Lorde Bern. (VPA)
- Dragão, Ilha do: Lugar onde Eustáquio foi transformado em dragão por um bracelete. (VPA)
- Durne: A maior das Ilhas Solitárias, retomado para Nárnia por Caspian X. (VPA)
- Felimate: Uma das Ilhas Solitárias, usada por Caspian X para sua estratégia. (VPA)
- Galma: Ilha no litoral de Nárnia, a mais próxima. (VPA)
- Negra, Ilha: Ilha onde Lorde Rupe diz fazer seus sonhos noturnos se materializarem. (VPA)
- Ramandu, Ilha de: Dizem que é o fim do mundo, mas ali é apenas o começo do final. (VPA)
- Solitárias, Ilhas: Arquipélago pertencente à Nárnia, composto pelas ilhas de Felimate, Durne e Avra. (VPA)
- Terebíntia: Ilha no litoral de Nárnia, a segunda mais próxima. (VPA)
- Água da Morte, Ilha da: Ilha onde tudo que cair no seu lago virará ouro legítimo (Um dos sete fidalgos morreu transformado em ouro nesse lago). (VPA)

## Calormânia
Estas são localidades no país da Calormânia, ao sul do país da Arquelândia.
- Azim Balda: Cidade da Calormânia escolhida como sede do correio do Tisroc por ser cruzamento de diversas estradas. (CM)
- Calavar: Província governada pelo pai de Aravis, Kidrash Tarcaã. (CM)
- Grande Deserto: Deserto que separa a Calormânia da Arquelândia. (CM)
- Monte Flamejante de Lagur: Local descrito pelo relato de Emeth, possivelmente um vulcão na Calormânia. (UB)
- Oasis do Deserto: Um oasis que se encontra no meio do Grande Deserto. (CM)
- Tashbaan: Capital da Calormânia, onde reina o Tisroc, e onde está o templo a Tash. Localizando-se na foz de um grande rio, é fortificada e só pode ser acessada por duas pontes. (CM)
- Tumbas dos Antigos Reis: Local nos arredores da Tashbaan, ponto de referência para um caminho pelo Grande Deserto que leva até Nárnia. (CM)

## Arquelândia
Estas são localidades no país da Arquelândia, ao sul do país de Nárnia.
- Castelo de Anvar: Castelo do Rei Luna, local atacado por Rabadash. (CM)
- Eremitério: Local em que o eremita mora, e onde Aravis, Bri e Huin acompanham a batalha entre arqueiros e narnianos contra calormanos. (CM)
- Monte Piro: Montanha que recebe o nome de um gigante de duas cabeças que atormentava a Arquelândia e teria sido derrotado por um cavaleiro. É referência para um caminho que começa na Arquelândia e termina em Nárnia. (CM)
- Pico da Tempestade: Ponto mais alto de Nárnia, localizado no passo para a Arquelândia. Local onde o Príncipe Rabadash é derrotado pelo Rei Luna. (SM, CM)

## As terras agrestes do Norte
Estas são localidades nas terras ao norte de Nárnia, habitadas por poucas criaturas falantes e muitos gigantes.
- Castelo de Harfang: Castelo que abriga uma cidade de gigantes civilizados onde Eustáquio, Jill e Brejeiro vão parar seguindo o conselho da dama montada no cavalo branco, sem conhecer que serão vítimas dos gigantes. (CP)
- Cidade em ruínas dos gigantes: Nas proximidades do castelo de Harfang, uma imensa cidade em ruínas construída nas proporções dos gigantes. (CP)
- Charneca de Ettin: Local ao norte de Nárnia onde vivem gigantes perigosos e pouco civilizados. (CP)
- Ponte Gigante: Ponte sobre um precipício na parte mais montanhosa de Ettin. (CP)

## Rios
- Espelho d'Água: É a foz de um riacho nas proximidades de Cair Paravel. Termina perto do Monte de Aslam, e foi usado pelos irmãos Pevensie para chegar até o príncipe Caspian. (PC)
- Grande Rio: Maior rio de Nárnia que nasce no Lago do Caldeirão. Sua foz fica no castelo de Cair Paravel. Ao longo dele estão o Dique dos Castores e o Passo do Beruna. (LFG)
- Ruidoso, Rio: Demarca a fronteira entre Nárnia e o Norte, terra dos gigantes. Nele estão os pântanos onde vivem os paulamas. (CP)
- Flecha Sinuosa, Rio: Demarca a fronteira entre a Calormânia e a Arquelândia. (CM)

## Em nosso mundo
Há também locações fora do mundo de Nárnia, em nosso próprio mundo, que são citados nos livros:
- Casa de Eustáquio: Casa do primo dos irmãos Pevensie, onde Lúcia e Edmundo passavam as férias. (VPA)
- Casa dos Ketterley: Casa onde Digory Kirke morava quando era criança. (SM)
- Casa de Polly: Casa vizinha à de Digory Kirke, onde morava Polly Plummer quando era criança. (SM)
- Casa do professor Kirke: Casa onde os irmãos Pevensie ficam refugiados dos bombardeios a Londres durante a Segunda Guerra Mundial. (LFG)
- Chalé do professor Kirke: Chalé onde o Professor Kirke teve que se mudar. (VPA)
- Colégio Experimental: Colégio "moderno" onde estudam Eustáquio e Jill Pole. (CP)
- Londres: Cidade que foi visitada pela Feiticeira Branca depois que ela é libertada em Charn. (SM)

## Outros lugares
- Bosque entre Mundos: Bosque com lagoas que dão passagem para diferentes universos, onde o tempo passa lentamente e a mágica não é eficaz. Nele Digory Kirke e Polly Plummer encontram passagem para Charn e para Nárnia. (SM)
- Charn: Mundo de onde vem a Feiticeira Branca, destruído por ela através da Palavra Execrável durante uma guerra. (SM)
- Fim do Mundo: Local onde o céu encontra a terra em Nárnia, pois este mundo é plano. Do outro lado da parede azul do céu está o País de Aslam. Neste local Aslam se revela como cordeiro para Edmundo e Lúcia, dizendo que o caminho para o país dele é pelo nosso mundo e não através daquela parede, pois há um caminho para o país de Aslam a partir de todos os mundos. (VPA)
- Mar Derradeiro: Mar entre o Fim do Mundo e a Ilha de Ramandu onde Lúcia avista o Povo do Mar. (VPA)
- País de Aslam: Local para onde Aslam leva tudo o que seleciona no final do mundo de Nárnia, e é onde os selecionados encontram seus antepassados. (UB)
- Terras Sombrias: São um país no Extremo Ermo Ocidental, na verdade, o último, após montanhas de gelo. Possivelmente é de onde o lobo Maugrim, por ordem de Jadis, convocou seres horripilantes para humilhar Aslam no dia de sua morte. É o país da coisas horrendas, onde habitam ogros, lobos, minotauros perversos, dríades de plantas venenosas e de árvores más, vulpinos, anões e macacos malígnos, bruxas, íncubos, erínias, horrores, espectros, sátiros de má fama, lobisomens e toda espécie de horrores de apavoravam os seres de Nárnia.